# Regiunea Kansai
Kansai (関西 Kan-sai?, „la vest de la vamă”) este o regiune din Japonia, situată pe insula Honshū, și cuprinde prefecturile Nara, Wakayama, Mie, Kyoto, Osaka, Hyogo și Shiga.